# Heinz Hasselberg
Pour les articles homonymes, voir Hasselberg (homonymie).

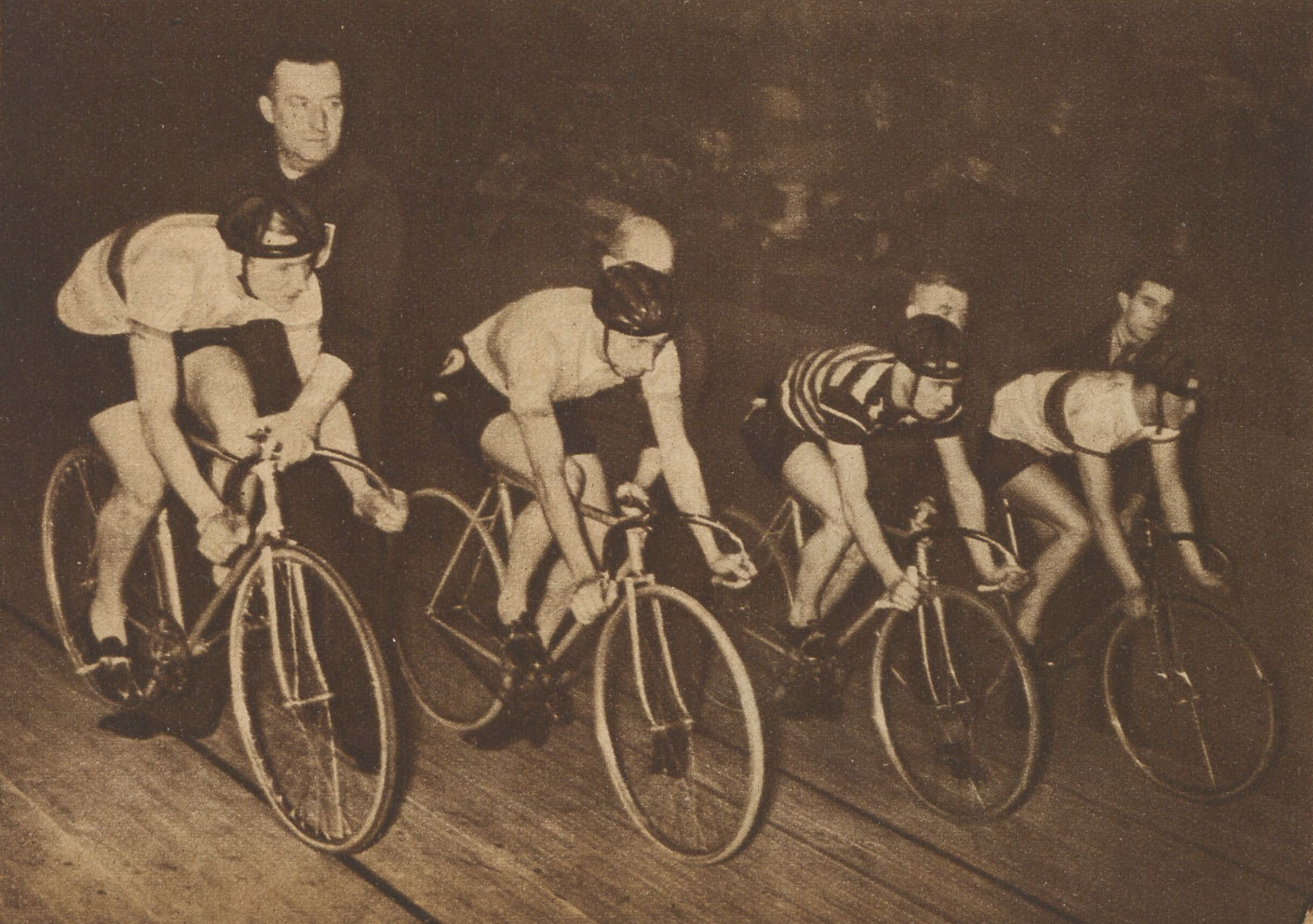
Lorenz, Maton, Georget et Hasselberg, match France-Allemagne à la Deutschlandhalle de Berlin, 27-11-1936

Heinrich "Heinz" Hasselberg, né le 19 janvier 1914 à Bochum et mort le 30 mai 1989 dans la même ville, est un coureur cycliste allemand.

## Biographie
Heinz Hasselberg est issu du club cycliste de Bochum Sturmvogel 1904 comme Walter Lohmann.  Sprinteur, en octobre 1932, il est appelé pour la première fois dans l'équipe nationale allemande.  Il est sélectionné pour les championnats du monde 1935. En décembre 1935, il s'installe à Bielefeld.
Au printemps 1936, il bat le champion du monde Toni Merkens au sprint et est ensuite sélectionné pour les Jeux olympiques d'été de 1936 à Berlin où il participe à la poursuite par équipes sur 4 000 mètres avec Erich Arndt (de), Heinz Hoffmann et Karl Klöckner (de). Le 10 aout, l'équipe allemande termine quatrième, après avoir établit un prometteur record olympique (4' 48'' 60). Elle perd en demi-finale contre la France, qui remporte ensuite la médaille d'or, et aussi contre la Grande-Bretagne dans la course pour la médaille de bronze. Il est sélectionné pour les championnats du monde 1936. 
Le 5 septembre 1936, il retourne à Bochum. En décembre 1936, il participe au match Allemagne-France amateur (Lorenz, Hasselberg vs. Georget, Maton) à la Deutschlandhalle de Berlin.
En 1936, 1937 et 1938, Heinz Hasselberg est champion d'Allemagne du kilomètre contre la montre individuel, du sprint en 1937 et en tandem en 1938 et 1939 avec son partenaire Jean Schorn de Cologne. En tout, il a été sept fois champion d'Allemagne amateur.  
En 1937, il termine troisième du championnat d'Allemagne sur route amateur derrière le vainqueur  Fritz Scheller (de).  Il est sélectionné pour les championnats du monde sur piste 1937.
En 1938, il participe aux matchs Allemagne-Hollande  à Cologne et Allemagne-France à Dortmund. Il est sélectionné pour les  championnats du monde 1938.
En février 1940, aux championnats d'Allemagne en salle à la Deutschlandhalle, il se classe deuxième au sprint derrière Gerhard Purann.
Après le début de la Seconde Guerre mondiale, il est enrôlé et va en premier en Norvège, puis sur le front de l'Est, où il est grièvement blessé.
Après la guerre, il poursuit sa carrière professionnelle. Hasselberg est également entraineur de demi-fond. Il fait une grave chute en 1947 qui signifie la fin prématurée de sa carrière.

## Palmarès sur piste

### Championnat d'Allemagne
- Champion d'Allemagne de vitesse amateur : 1937,
- Champion d'Allemagne de vitesse tandem : 1938, 1939